# Франсіско Андраде Марін
Франсіско Ігініо Андраде Марін-і-Ріваденейра (ісп. Francisco Higinio Andrade Marín y Rivadeneira; 1841–1935) — еквадорський політик, тимчасово виконував обов'язки президента країни з березня до серпня 1912 року.

## Життєпис
Став президентом після убивства 28 січня 1912 року Елоя Альфаро, диктатора і президента Еквадору.
Був усунутий в результаті військового перевороту під керівництвом Альфредо Бакерісо.